# Tonight 20:00 hrs.
Tonight 20:00 hrs. was in 1983 het debuutalbum van The Star Sisters. Het is het vijfde album uit het project Stars on 45 van producer Jaap Eggermont.
The Star Sisters (Patricia Paay, Yvonne Keeley en Sylvana van Veen) zingen op de A-kant een medley van covers van de Andrews Sisters. Op de B-kant staan nummers die werden geschreven door Eggermont zelf, samen met Martin Duiser of met David Hollestelle en Peter Schön.
Het album bereikte de nummer 1-positie in de Nederlandse Albumtop. In Zwitserland kwam het op nummer 24 te staan. De bijgaande single, Stars on 45 proudly presents The Star Sisters, werd een nummer 1-hit in Nederland en België en bereikte ook hitlijsten in enkele andere landen.

## Nummers
| Nr.  | naam                           | duur |
| ---- | ------------------------------ | ---- |
| A.1  | Boogie woogie bugle boy        | 0:30 |
| A.2  | South American way             | 0:23 |
| A.3  | Bei mir bist du schön          | 0:45 |
| A.4  | In the mood                    | 0:50 |
| A.5  | Rum and coca cola              | 0:30 |
| A.6  | Tico Tico                      | 0:20 |
| A.7  | Say si si (Para vigo me voy)   | 0:40 |
| A.8  | Pennsylvania six-five thousand | 0:44 |
| A.9  | Joseph! Joseph!                | 0:44 |
| A.10 | Ti-pi-tin                      | 0:24 |
| A.11 | A string of pearls             | 0:33 |
| A.12 | Hold tight                     | 0:33 |
| A.13 | Beer barrel polka              | 0:43 |
| A.14 | Don't sit under the apple tree | 1:01 |
| A.15 | Moonlight serenade             | 1:05 |
| A.16 | Oh! ma-ma!                     | 1:06 |
| A.17 | Tuxedo junction                | 0:46 |
| A.18 | Pistol packin' mama            | 0:36 |
| A.19 | Pennsylvania polka             | 0:44 |
| A.20 | Yes, my darling daughter       | 0:24 |
| A.21 | Happy days are here again      | 0:55 |
| A.22 | American patrol                | 0:46 |
| A.23 | Chattanooga Choochoo           | 1:13 |
| A.24 | In the mood                    | 0:46 |
| B.1  | Double dutch jive]'            | 5:35 |
| B.2  | Stars serenade                 | 5:20 |
| B.3  | Plaza-7900                     | 5:14 |